# Chaetabraeus echinaceus
Chaetabraeus echinaceus är en skalbaggsart som först beskrevs av Schmidt 1895.  Chaetabraeus echinaceus ingår i släktet Chaetabraeus och familjen stumpbaggar. Inga underarter finns listade i Catalogue of Life.